# Rosalejo (ort)
Rosalejo är en ort i Spanien.   Den ligger i provinsen Provincia de Cáceres och regionen Extremadura, i den centrala delen av landet, 150 km sydväst om huvudstaden Madrid. Rosalejo ligger 495 meter över havet och antalet invånare är 1 376.
Terrängen runt Rosalejo är kuperad västerut, men österut är den platt. Runt Rosalejo är det mycket glesbefolkat, med 2 invånare per kvadratkilometer. Rosalejo är det största samhället i trakten. 